# Megastes brunnealis
Megastes brunnealis là một loài bướm đêm trong họ Crambidae.